# Grand Prix automobile de Mid-Ohio
 (juillet 2021).
Si vous disposez d'ouvrages ou d'articles de référence ou si vous connaissez des sites web de qualité traitant du thème abordé ici, merci de compléter l'article en donnant les références utiles à sa vérifiabilité et en les liant à la section « Notes et références ».
GP précédent GP suivant

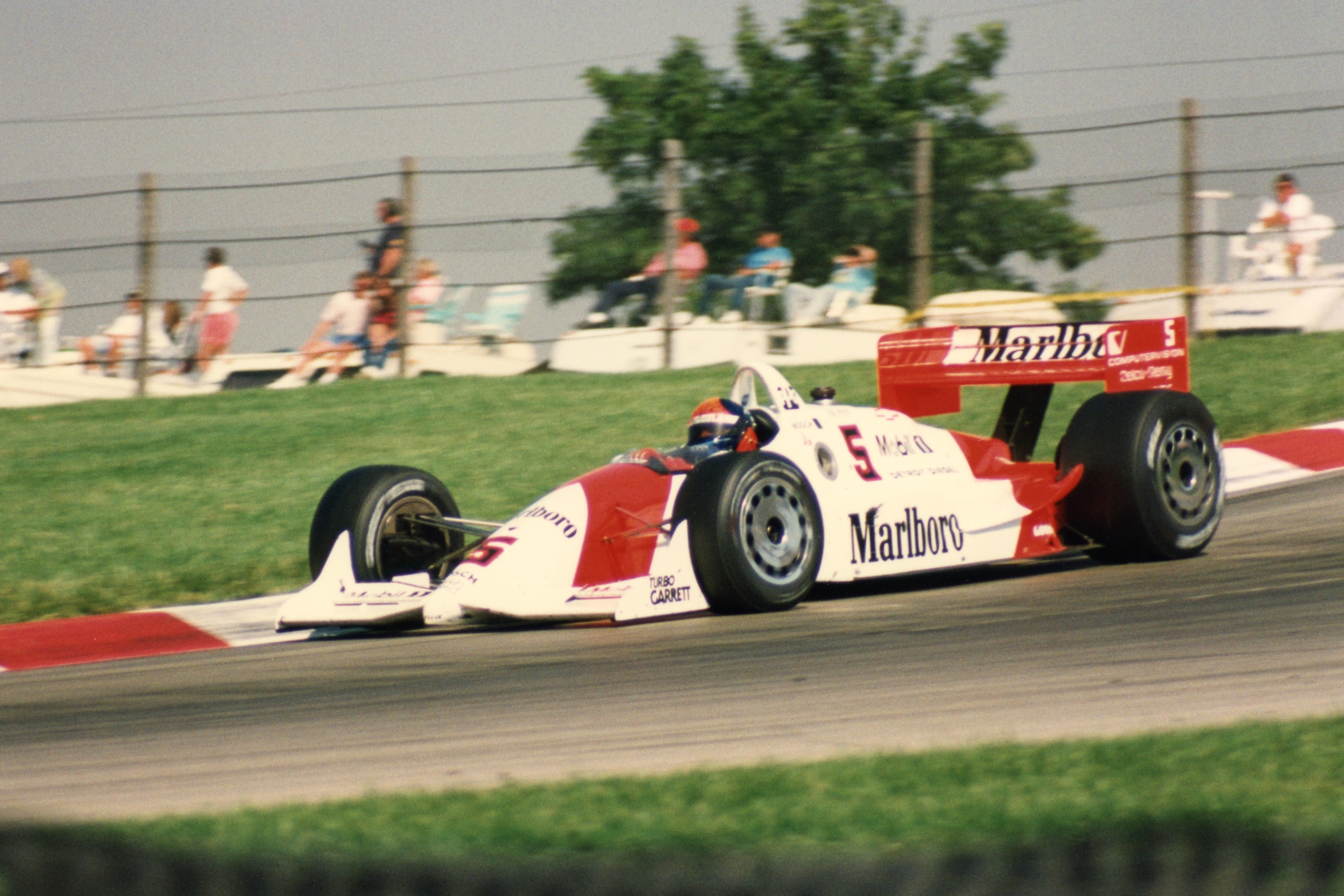
Emerson Fittipaldi en 1991 sur Penske, dans le "Keyhole", triple vainqueur de la course

Le 200 miles Honda de Mid-Ohio (Honda Indy 200), est une épreuve d'Indycar se déroulant au Mid-Ohio Sports Car Course, à Troy Township proche de Lexington (Ohio, États-Unis).
L'épreuve existe en Formule 5000 de 1970 à 1976, puis dans le championnat CART/Champ-Car de 1980 à 2003, avant de revenir en IRL/Indycar series en 2007.
En 2020, la pandémie de Covid19 chamboule l'organisation du championnat : après un premier décalage, le circuit organise deux courses consécutives les samedi et dimanche 12 - 13 septembre.

## Palmarès

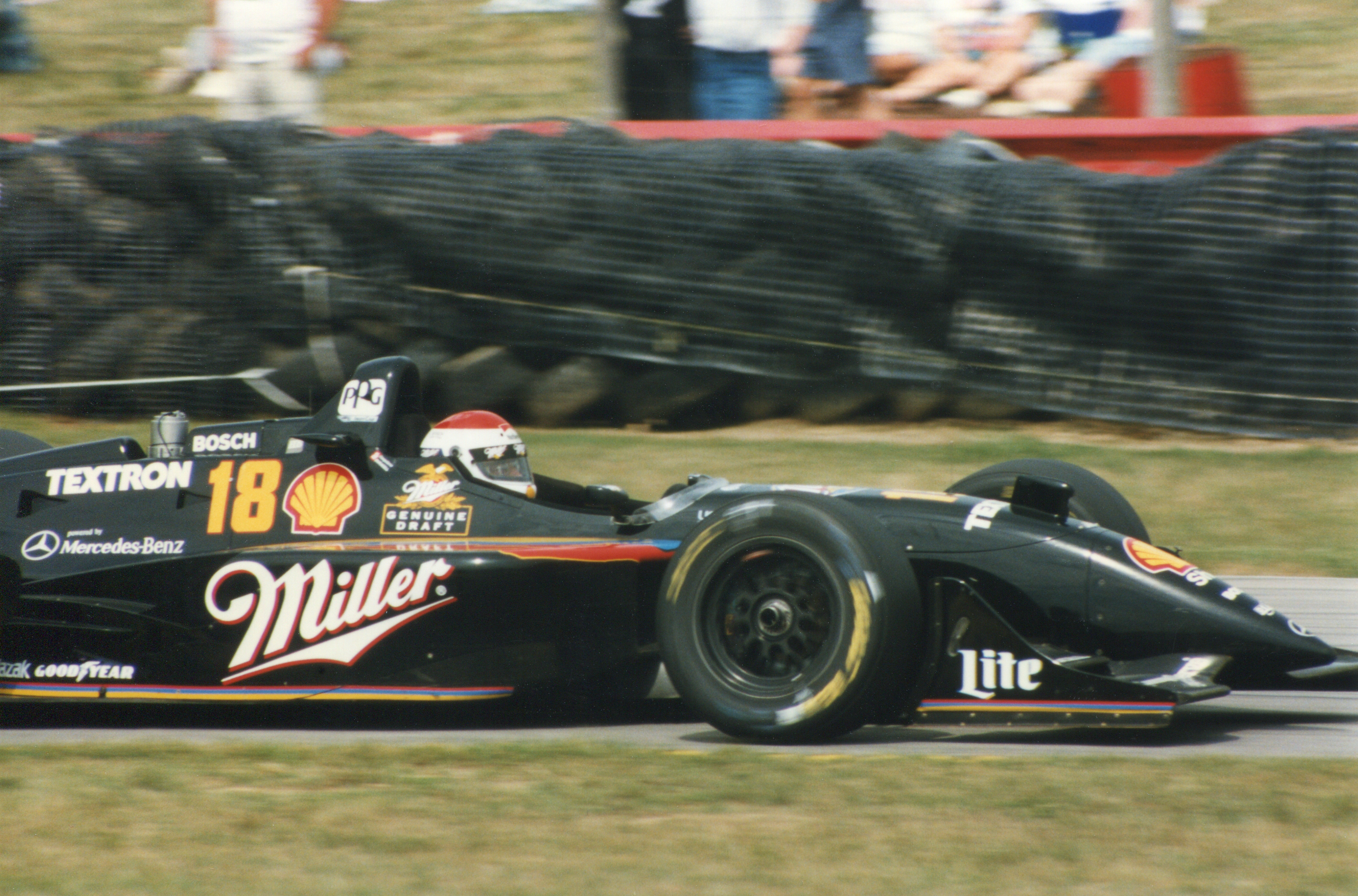
Bobby Rahal, en 1996; double vainqueur de l'épreuve

| Année                | Vainqueur          | Écurie                                  | Chassis          | Moteur           |
| CART / Champ-Car     | CART / Champ-Car   | CART / Champ-Car                        | CART / Champ-Car | CART / Champ-Car |
| -------------------- | ------------------ | --------------------------------------- | ---------------- | ---------------- |
| 1980                 | Johnny Rutherford  | Chaparral Cars                          | Chaparral        | Cosworth         |
| 1983                 | Teo Fabi           | Forsythe Racing                         | March            | Cosworth         |
| 1984                 | Mario Andretti     | Newman/Haas Racing                      | Lola             | Cosworth         |
| 1985                 | Bobby Rahal        | TrueSports                              | March            | Cosworth         |
| 1986                 | Bobby Rahal        | TrueSports                              | March            | Cosworth         |
| 1987                 | Roberto Guerrero   | Andy Granatelli                         | March            | Cosworth         |
| 1988                 | Emerson Fittipaldi | Patrick Racing                          | Lola             | Chevrolet-Ilmor  |
| 1989                 | Teo Fabi           | Porsche                                 | March            | Porsche          |
| 1990                 | Michael Andretti   | Newman/Haas Racing                      | Lola             | Chevrolet-Ilmor  |
| 1991                 | Michael Andretti   | Newman/Haas Racing                      | Lola             | Chevrolet-Ilmor  |
| 1992                 | Emerson Fittipaldi | Penske Racing                           | Penske           | Chevrolet-Ilmor  |
| 1993                 | Emerson Fittipaldi | Penske Racing                           | Penske           | Chevrolet-Ilmor  |
| 1994                 | Al Unser, Jr.      | Penske Racing                           | Penske           | Ilmor            |
| 1995                 | Al Unser, Jr.      | Penske Racing                           | Penske           | Mercedez-Benz    |
| 1996                 | Alessandro Zanardi | Chip Ganassi Racing                     | Reynard          | Honda            |
| 1997                 | Alessandro Zanardi | Chip Ganassi Racing                     | Reynard          | Honda            |
| 1998                 | Adrián Fernández   | Patrick Racing                          | Reynard          | Ford-Cosworth    |
| 1999                 | Juan Pablo Montoya | Chip Ganassi Racing                     | Reynard          | Honda            |
| 2000                 | Hélio Castroneves  | Penske Racing                           | Reynard          | Honda            |
| 2001                 | Hélio Castroneves  | Penske Racing                           | Reynard          | Honda            |
| 2002                 | Patrick Carpentier | Forsythe Racing                         | Reynard          | Ford-Cosworth    |
| 2003                 | Paul Tracy         | Forsythe Racing                         | Lola             | Ford-Cosworth    |
| IRL / IndyCar Series |                    |                                         |                  |                  |
| 2007                 | Scott Dixon        | Chip Ganassi Racing                     | Dallara          | Honda            |
| 2008                 | Ryan Briscoe       | Penske Racing                           | Dallara          | Honda            |
| 2009                 | Scott Dixon        | Chip Ganassi Racing                     | Dallara          | Honda            |
| 2010                 | Dario Franchitti   | Chip Ganassi Racing                     | Dallara          | Honda            |
| 2011                 | Scott Dixon        | Chip Ganassi Racing                     | Dallara          | Honda            |
| 2012                 | Scott Dixon        | Chip Ganassi Racing                     | Dallara          | Honda            |
| 2013                 | Charlie Kimball    | Chip Ganassi Racing                     | Dallara          | Honda            |
| 2014                 | Scott Dixon        | Chip Ganassi Racing                     | Dallara          | Chevrolet        |
| 2015                 | Graham Rahal       | Rahal Letterman Lanigan Racing          | Dallara          | Honda            |
| 2016                 | Simon Pagenaud     | Team Penske                             | Dallara          | Chevrolet        |
| 2017                 | Josef Newgarden    | Team Penske                             | Dallara          | Chevrolet        |
| 2018                 | Alexander Rossi    | Andretti Autosport                      | Dallara          | Honda            |
| 2019                 | Scott Dixon        | Chip Ganassi Racing                     | Dallara          | Honda            |
| 2020                 | Will Power         | Team Penske                             | Dallara          | Chevrolet        |
| 2020                 | Colton Herta       | Andretti Harding Steinbrenner Autosport | Dallara          | Honda            |
| 2021                 | Josef Newgarden    | Team Penske                             | Dallara          | Chevrolet        |